# Heinrich Martin Rütten
Heinrich Martin Rütten (* 22. August 1901 in Krefeld; † 27. März 1957 in Euskirchen) war ein deutscher Politiker und Verwaltungsjurist.

## Leben
Rütten war der Sohn eines Seidenwarenfabrikanten. Nach der Schulausbildung in Krefeld studierte Heinrich Martin Rütten ab 1920 an den Universitäten Bonn und Marburg Rechtswissenschaften und legte am 14. Juli 1924 sein Erstes Staatsexamen ab. Er war seit 1920 Mitglied der katholischen Studentenverbindung KDStV Novesia Bonn im CV. Im April 1924 promovierte er mit der Dissertation über „Internationales Privatrecht“. Bei der Bezirksregierung Trier wurde er Referendar und absolvierte am 28. April 1928 das Zweite Staatsexamen. Bevor Rütten im Jahre 1929 Regierungsassessor beim Landratsamt Altena wurde, studierte er in Paris und London Sprachen. Zum 1. Februar 1930 folgte die Versetzung zum Landratsamt Grevenbroich, bevor er vier Jahre später zum Landratsamt Minden wechselte. Im Dezember 1934 wurde er Regierungsrat und am 1. Februar 1935 zur Regierung Minden abgeordnet. Mit Unterstützung des Leiters der Anstalten Bethel, Fritz von Bodelschwingh, wurde er am 1. März 1938 zum Landrat des Kreises Bielefeld ernannt und blieb – mit Unterbrechungen – bis Januar 1944 in diesem Amt.
Von Ende März 1939 bis Mitte Juni 1939 wurde Rütten als Oberlandrat nach Tabor in das sogenannte Protektorat Böhmen und Mähren abgeordnet und von August 1939 bis Mitte November 1939 zur deutschen Militärmission nach Preßburg in die Slowakische Republik. Während des Zweiten Weltkrieges war er vom Mai 1940 bis Januar 1944 mit kurzer Unterbrechung zudem vertretungsweise als Landrat in Halle/Westfalen und von Januar bis Juni 1943 in Recklinghausen eingesetzt. Nach krankheitsbedingter Abwesenheit von seinen Posten ab Februar 1944 wurde er Mitte 1944 nach Esch in Luxemburg abgeordnet. Anfang 1943 hatte er sich freiwillig zum Militärdienst gemeldet, den er aber aus gesundheitlichen Gründen nach kurzer Zeit wieder aufgeben musste.
Im April 1933 wurde Rütten SA-Sturmführer und zum 1. Mai 1933 trat er der NSDAP bei (Mitgliedsnummer 3.571.886), am 1. Januar 1935 wurde er noch förderndes Mitglied der SS. Im Entnazifizierungsverfahren stufte ihn der Hauptausschuss Krefeld in die Kategorie IV ein mit der Konsequenz, dass er aus öffentlichen Ämtern ausscheiden und auf die Hälfte der Pension verzichten musste. Da diese Entscheidung rechtskräftig wurde, konnte eine Änderung nur durch ein Wiederaufnahmeverfahren erzielt werden. Dieses endete am 16. Februar 1951 mit der Einstufung in die Kategorie V.
Im Mai 1951 wurde Rütten zum Oberkreisdirektor des Kreises Euskirchen gewählt. In diesem Amt blieb er bis zu seinem Tode durch einen Verkehrsunfall auf einer Dienstfahrt.